# Кроу, Эдвард
Сэр Эдвард Томас Фредерик Кроу (англ. Edward Crowe, полное имя Edward Thomas Frederick Crowe; 1877—1960) — британский государственный служащий, дипломат; президент Королевского общества искусств в 1942—1943 годах.

## Биография
Родился 20 августа 1877 года на греческом острове Закинф в семье Alfred Louis Crowe и его жены Matilda Fortunata Barff.
Первоначальное образование получил в Бедфордской школе. В 1897 году поступил на дипломатическую службу и был назначен студентом-переводчиком в Японии. К 1901 году он был вице-консулом в британском консульстве в Иокогаме. В 1903 году Кроу был назначен вице-консулом в британском консульстве в Кобе, а в 1904 году — исполняющим обязанности консула в британском консульстве в округе Tamsui. С 1906 по 1918 год он был коммерческим атташе в британском посольстве в Токио, а с 1918 по 1925 год он был коммерческим советником в этом же посольстве. 
С 1925 по 1928 год Эдвард Кроу был прикомандирован к гражданской службе в качестве директора отдела иностранных дел Департамента внешней торговли, а с 1928 по 1937 год являлся генеральным контролером Департамента внешней торговли. 
Он ушел из государственной службы в 1937 году  и в течение двух лет был президентом Королевского общества искусств.
Умер 8 марта 1960 года в Каире во время посещения своего сына — сэра Колина Кроу, который в это время был британским временным поверенным в делах в Египте.
Трижды был удостоен ордена Святого Михаила и Святого Георгия: 1911 (командир), 1922 (рыцарь-бакалавр) и 1930 (рыцарь-командир).